# The Silent Village
The Silent Village je britský dokumentární film z roku 1943, natočený Crown Film Unit a režírovaný Humphrey Jenningsem. Film byl označen za jeden z 5 nejlepších dokumentárních filmů z roku 1943 National Board of Review.

## Pozadí
The Silent Village byl záměrně zfilmován jako pocta hornické komunitě v Lidicích, které byly místem děsivého nacistického zvěrstva 10. června 1942 vyhlazeny, všichni dospělí muži byli zastřeleni a ženy a děti byly poslány do koncentračních táborů, které jenom některé přežily. Zprávy o masakru vyvolaly šok ve Spojeném království, zvláště v hornických oblastech těžby uhlí. Film rekapituluje události v Lidicích, ale přesun do Jižního Walesu k hornické komunitě Cwmgiedd měly indikovat, co by se mohlo stát v případě, kdyby německá invaze do Velké Británie v roce 1940 byla úspěšná; pak by podobná zvěrstva současně páchaná v okupované Evropě byla páchána i ve Velké Británii; film také ukazoval, proti čemu a za co Britové bojovali.